# Podochlus flexistylus
Podochlus flexistylus är en tvåvingeart som beskrevs av Lars Zakarias Brundin 1966. Podochlus flexistylus ingår i släktet Podochlus och familjen fjädermyggor. Inga underarter finns listade i Catalogue of Life.